# Pussycat Dolls
Pussycat Dolls je američki ženski pop sastav i plesni ansambl koju je osnovala Robin Antin. Grupa je osnovana 1995. godine u Los Angelesu, Kalifornija. Kao glazbena skupina preinačena je 2003. godine s vodećom pjevačicom Nicole Scherzinger, zatim Melody Thornton, Jessica Sutta, Ashley Roberts, Kimberly Wyatt i Carmit Bachar.
Tijekom njihova uzdignuća do slave, grupa je često bila kritizirana zbog svoje seksualne predodžbe i eksplicitne plesne rutine, te zbog prevelikog isticanja vodeće pjevačice Nicole Scherzinger, koja je izvodila gotovo sve vodeće i prateće vokale. 

## Karijera
Pussycat Dolls su postigle svjetski uspjeh 2005. godine albumom PCD, koji je debitirao na broju pet američke ljestvice Billboard 200, a ponudio je hitove "Don't Cha", "Buttons" i "Stickwitu". Nakon odlaska Carmit Bachar u ožujku 2008. godine, grupa je izdala svoj drugi album Doll Domination s hitovima "When I Grow Up", "I Hate This Part" i "Jai Ho! (You Are My Destiny)".
Jessica Sutta napustila je grupu u siječnju 2010. godine, a nedugo nakon isto su napravile Kimberly Wyatt, Ashley Roberts i Melody Thornton.

## Članice

### Bivše članice
- Melody Thornton (2003. – 2010.)
- Ashley Roberts (2001. – 2010.)
- Kimberly Wyatt (2001. – 2010.)
- Jessica Sutta (2002. – 2010.)
- Carmit Bachar (1995. – 2008.)
- Kaya Jones (2003. – 2005.)
- Asia Nitollano (2007.)
- Kasey Campbell (2002.)
- Nicole Scherzinger (2003. – 2010)

## Diskografija

### Albumi
- 2005: PCD
- 2008: Doll Domination

### Kompilacije
- 2009: Doll Domination 2.0
- 2009: Doll Domination 3.0

### DVD uživo
- 2006: Live from London
- 2009: Doll Domination

### Singlovi
- 2004: Sway
- 2005: Stickwitu
- 2005: Don't Cha
- 2006: Buttons
- 2006: Beep
- 2006: I Don't Need a Man
- 2007: Right Now
- 2007: Wait a Minute
- 2008: Whatcha Think About That
- 2008: I Hate This Part
- 2008: When I Grow Up
- 2008: Jai Ho (You Are My Destiny
- 2009: Bottle Pop
- 2009: Top of the World
- 2009: Hush Hush; Hush Hush
- 2010: Painted Windows/I'm Done

## Turneje
- 2006 – 2007: PCD World Tour
- 2009: World Domination Tour / World Domination (The Re-Visit)

### U sklopu otvorenja
- 2006: Različiti izvođači: Honda Civic Tour
- 2007: Christina Aguilera: Back To Basics Tour
- 2009: Britney Spears: The Circus Starring: Britney Spears

## Vanjske poveznice
- Službena stranica
- Pussycat Dolls na YouTube-u